# Carl Maria Finkelnburg

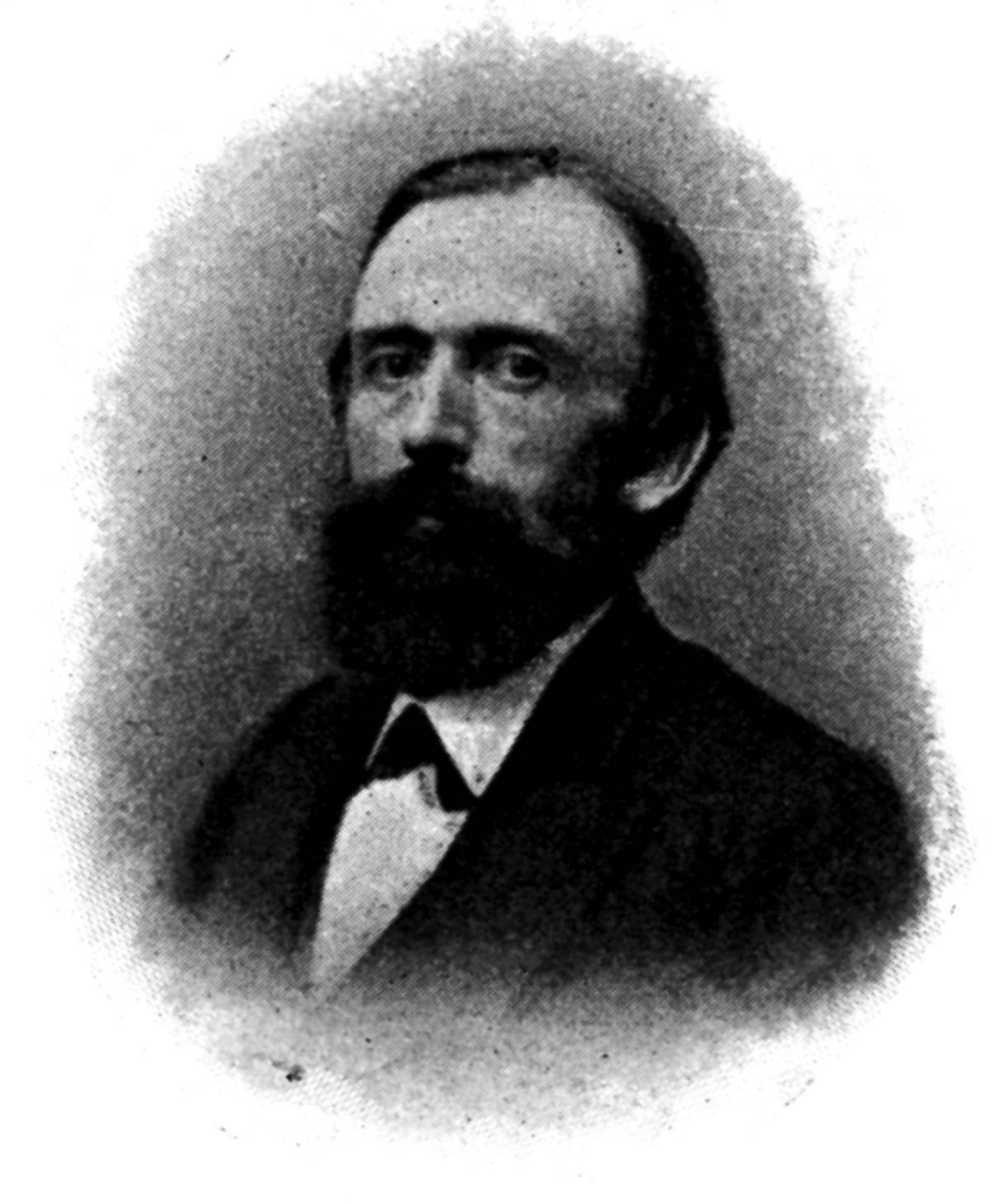
Carl Maria Finkelnburg

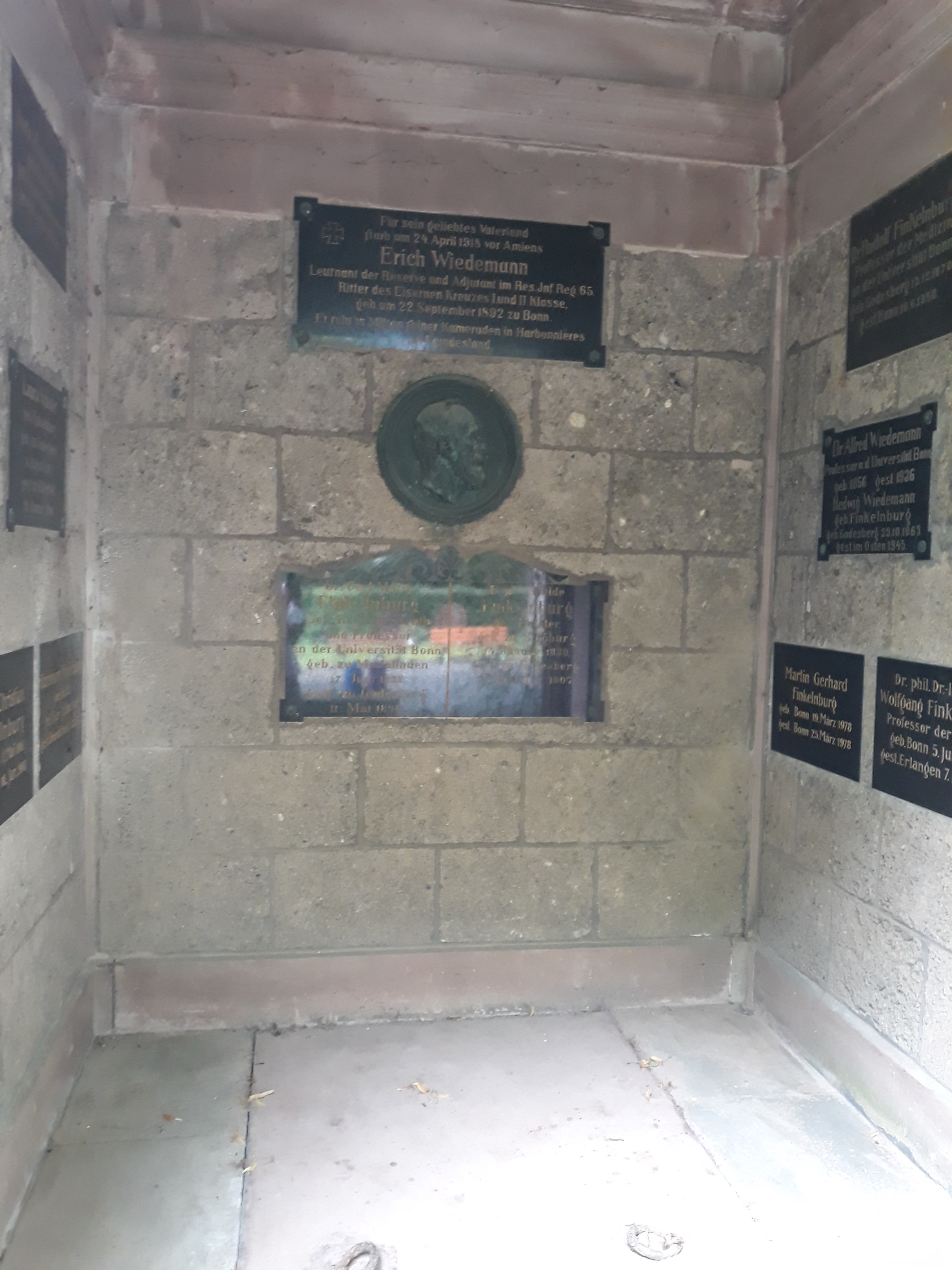
Das Grab von Carl Maria Finkelnburg und seiner Ehefrau Franziska Maria Clothilde geborene Heister im Mausoleum Finkelnburg auf dem Burgfriedhof Bad Godesberg in Bonn

Carl Maria Ferdinand Finkelnburg (* 17. Juni 1832 in Marialinden; † 11. Mai 1896 in Godesberg) war ein deutscher Mediziner und Hygieniker.
Sein Vater Josef Wilhelm Finkelnburg war Bürgermeister von Overath und Rösrath, einer seiner Brüder war der US-amerikanische Politiker und Jurist Gustavus A. Finkelnburg, einer seiner Söhne war der Bonner Mediziner und Hochschullehrer Rudolf Finkelnburg (1870–1950).

## Werdegang
Er studierte Medizin an der Friedrich-Wilhelm Universität in Bonn, Julius-Maximilians-Universität in Würzburg und der Friedrich-Wilhelms-Universität in Berlin. Er promovierte 1853 in Berlin. Für die nächsten zwei Jahre war er als Militärarzt in der britischen Armee. Nach dem Krimkrieg arbeitete er eine Zeit lang als Assistenzarzt an der Klinik St. Thomas in London. Von 1857 bis 1861 arbeitete er als Psychiater an der Provinzial-Heilanstalt in Siegburg. Im Jahre 1862 habilitierte er sich in Bonn auf dem Gebiet der Psychiatrie. Von 1872 bis 1892 war er Professor für Hygiene an der Universität Bonn.
Er ist auf dem Burgfriedhof in Bonn-Bad Godesberg beerdigt (Erbbegräbnis der Familie Finkelnburg).

## Ehrungen
1888 wurde er zum Mitglied der Deutschen Akademie der Naturforscher Leopoldina gewählt.
Nach ihm wurde in Bonn-Bad Godesberg die Karl-Finkelnburg-Straße benannt.